# МікроРНК

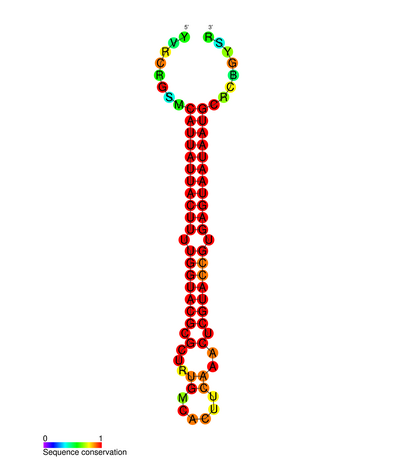
Структура пре-мікроРНК мікроРНК-126

МікроРНК (англ. microRNA, miRNA) — клас некодуючих молекул РНК, довжиною ~22 нуклеотидів, що беруть участь у регуляції трансляції та деградації мРНК. Особливістю мікроРНК є неповна комплементарність їх взаємодії з цільовою мРНК.. Станом на 2014 р. всього зареєстровано 28 645 пре-мікроРНК з різних тварин, рослин і вірусів (1881 людини) і 35 822 зрілих мікроРНК (2588 людини). Довжина зареєстрованих зрілих молекул: 15–34 нуклеотидів.

## Походження

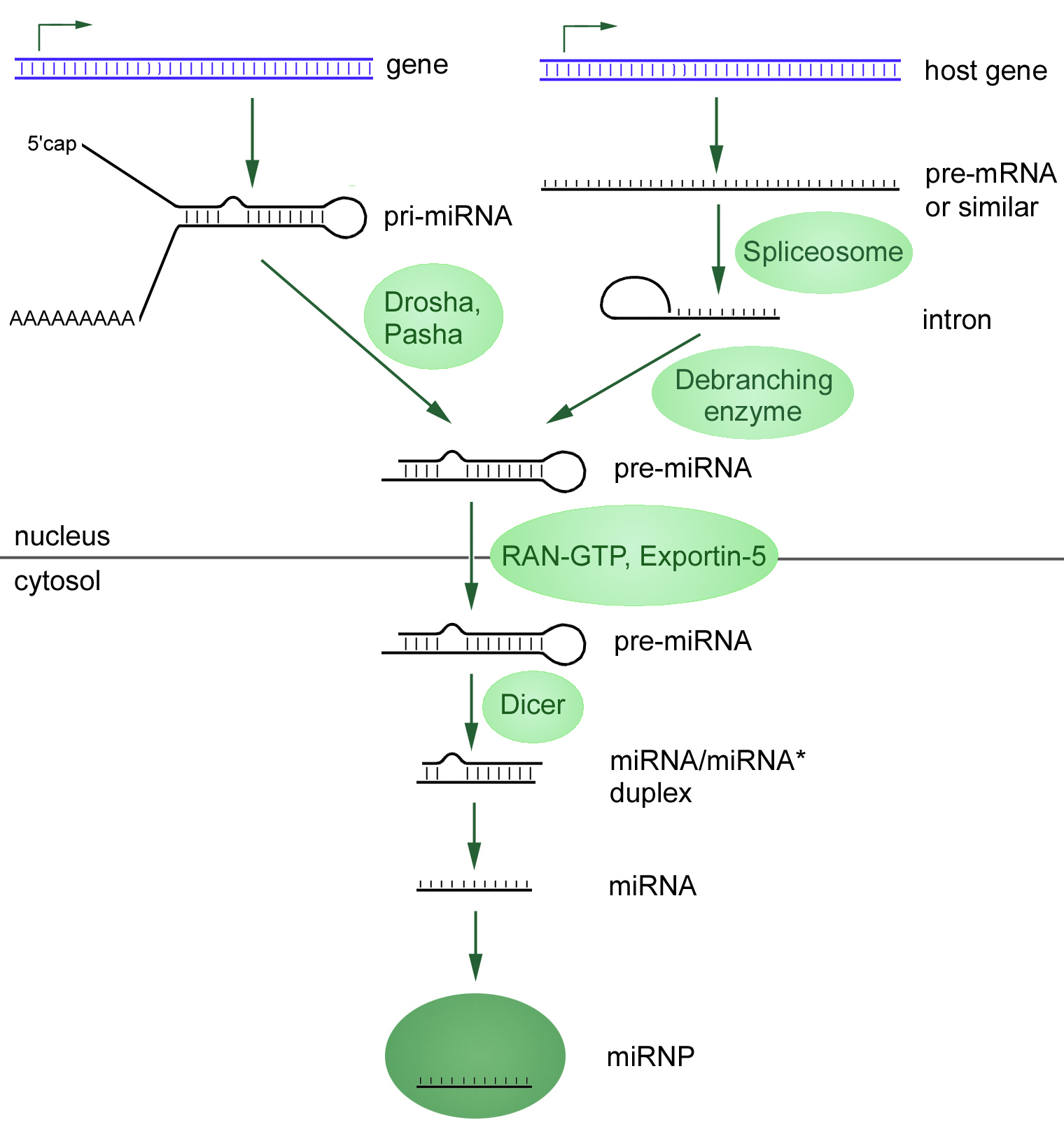
Біогенез мікроРНК

МікроРНК кодуються генами, перші з яких були виявлені у 1993 році у Caenorhabditis elegans. Еволюційно гени мікроРНК є похідними мобільних елементів класу MITE (англ. miniature inverted-repeat transposable elements) та виникли з окремих копій транспозонів. Транскрипти MITE завдяки наявності інвертованих повторів та формуванню шпильок клітина розпізнавала та використовувала для пригнічення активності решти копій транспозонів. На сьогодні мікроРНК виявлені у рослинних й у тваринних організмах.
Мішенями мікроРНК є значна кількість генів — щонайменше третина генів генома. Раніше вважалось, що мікроРНК наявні лише у багатоклітинних організмах, але, наявність цієї групи молекул виявлена і у одноклітинних еукаріотів, а саме — у зелених водоростей Chlamydomonas reinhardtii. Це свідчить про великий еволюційний вік мікроРНК.

## Будова і процесинг
Гени мікроРНК транскрибуються із утворенням довгих транскриптів первинної мікроРНК (англ. primordial miRNA). Ці РНК процесуються у ядрі, внаслідок чого вони перетворюються у пре-мікроРНК — структури у вигляді шпильки довжиною приблизно 70 нуклеотидів. Комплекс процесингу первинного транскрипту в пре-мікроРНК містить фермент із активністю РНКази III, який називають Drosha, та білок, що зв'язує дволанцюгову РНК — Pasha. Цей комплекс відрізає довгі «хвости» молекули РНК, залишаючи невелику дволанцюгову молекулу зі шпилькою, довжиною 70-90 нуклеотидів — пре-мікроРНК. Після утворення пре-мікроРНК транспортується з ядра в цитоплазму, де від неї відрізується шпилька за допомогою ферменту дайсер (у Drosophila melanogaster та С.elegans для міРНК та мікроРНК існують різні ізоформи ферменту дайсер). У багатьох, але не у всіх, випадках тільки один з ланцюгів зрілої мікроРНК залишається в цитоплазмі і зв'язується із ферментативним RISC-комплексом. Другий (пасажирський) ланцюг деградується РНКазами. Відомий також шлях процесингу мікроРНК, незалежний від дайсеру. У цьому випадку пре-мікроРНК ріжеться білком аргонавт 2.

## Функція
Принципова різниця між міРНК та мікроРНК полягає у тому, що у тварин послідовність мікроРНК не повністю комплементарна до послідовності мРНК-мішені, таким чином мікроРНК можуть інгібувати трансляцію із кількох різних мРНК, що містять схожі послідовності (у рослин як мікроРНК так і міРНК зазвичай повністю комплементарні до РНК-мішені). МікроРНК приєднуються до 3'-UTR (3'-кінцевої ділянки, що не транслюється) мРНК і викликають дестабілізацію комплексу ініціації трансляції на 5'-UTR.
МікроРНК відіграють важливу роль у пригніченні експресії інших генів та у регуляції розвитку, особливо у визначенні часу морфогенезу та підтриманні недиференційованих або не повністю диференційованих типів клітин, таких як стовбурові клітини.

## Позаклітинні мікроРНК
Зрілі мікроРНК існують не тільки в цитоплазмі, а також і в біологічних рідинах: плазмі крові, слині, сльозах, спинномозковій рідині, сечі, грудному молоці, молозиві, амніотичній рідині, семенній рідині, рідині порожнини живота, плевральній рідині, а також в калі. Позаклітинні мікроРНК дуже стабільні тому що знаходяться в екзосомах, або зв'язані з білком аргонавт або ліпопротеїнами високої щільності. Починаючи з 2008 р. багато зусиль було покладено на пошук кореляції між спектром циркуляційних мікроРНК і раковими чи іншими захворюваннями, але встановити надійних біомаркерів поки не вдалося. Не знайшла достатньої підтримки екзосомна модель міжклітинних комунікацій за рахунок мікроРНК. Порівняння спектрів мікроРНК в грудному молоці людей та інших ссавців виявило спільні типи зустрінутих мікроРНК, але можливий вплив молочної мікроРНК на розвиток новонароджених ще не знайдено.

## МікроРНК і мікробіота
У 2016 р. гарвардські вчені відкрили механізм формування флори кишечника через потрапляння фекальних мікроРНК, які виділяються епітелієм, всередину бактерій і регуляцію їх генів. Виявилось, що специфічний набір мікроРНК виробляється та експортується в порожнину кишечника клітинами з поверхні епітелію, а також стовбуровими клітинами, які знаходяться в +4 шарі, разом з їх більш диференційованими нащадками з характерною експресією гена Hopx. Концентрація мікроРНК в клубовій кишці більша ніж у товстій. Спектр типів мікроРНК в різних секціях травного тракту змінюється. Тести з найпоширенішими типами мікроРНК показали, що hsa-miR-515-5p прискорює ріст кишечної бактерії Fusobacterium nucleatum специфічно діючи на її 16S рибосомну РНК. Інша мікроРНК — hsa-miR-1226-5p прискорює ріст E. coli через взаємодію з мРНК транспортного білка YegH. Лабораторні миші з порушенням у виробництві фекальних мікроРНК дуже вразливі до коліту, але якщо їх годувати цими мікроРНК, то вдається зменшити наслідки патології кишечника. Наступним кроком буде розробка лікувальних засобів на основі мікроРНК.